# Kanton Brétigny-sur-Orge
Canton de Brétigny-sur-Orge je francouzský kanton v departementu Essonne v regionu Île-de-France. Vznikl 20. července 1967, obce Leuville-sur-Orge a Saint-Michel-sur-Orge byly vyčleněny v roce 1975. Jeho střediskem je město Brétigny-sur-Orge.

## Složení kantonu
| Obec                 | Počet obyvatel (2007) | PSČ   | INSEE       |
| -------------------- | --------------------- | ----- | ----------- |
| Brétigny-sur-Orge    | 22 837                | 91220 | 91 3 04 103 |
| Le Plessis-Pâté      | 3 921                 | 91220 | 91 3 04 494 |
| Leudeville           | 1 294                 | 91630 | 91 3 04 332 |
| Marolles-en-Hurepoix | 4 740                 | 91630 | 91 3 04 376 |
| Saint-Vrain          | 2 791                 | 91770 | 91 3 04 579 |